# Вельхерат
Вельхерат (нем. Welcherath) — община в Германии, в земле Рейнланд-Пфальц. 
Входит в состав района Вульканайфель. Подчиняется управлению Кельберг.  Население составляет 125 человек (на 31 декабря 2010 года). Занимает площадь 3,18 км².